# Boisset (Cantal)
Boisset – miejscowość i gmina we Francji, w regionie Owernia-Rodan-Alpy, w departamencie Cantal.
Według danych na rok 1990 gminę zamieszkiwały 653 osoby, a gęstość zaludnienia wynosiła 17 osób/km² (wśród 1310 gmin Owernii Boisset plasuje się na 329. miejscu pod względem liczby ludności, natomiast pod względem powierzchni na miejscu 109.).